# Karura Forest
Karura Forest är en skog i Kenya.   Den ligger i länet Nairobi, i den sydvästra delen av landet.